# Armutsstreit
Der Armutsstreit war ein Konflikt im mittelalterlichen Franziskanerorden um den richtigen Umgang mit dem vom Ordensstifter hinterlassenen Armutsideal. Teile des Ordens wurden im Zuge dieser Auseinandersetzung, welche den Orden lange Zeit zu spalten drohte, der Häresie bezichtigt. Durch die Instrumentalisierung der Auseinandersetzung im kirchenpolitischen Kampf Ludwigs des Bayern mit der avignonensischen Kurie erhielt der Streit um die evangelische Armut kurzzeitig eine für das Papsttum gefährliche politische Sprengkraft. Im 15. Jahrhundert führten die Gegensätze in der Beachtung des Armutsideals zur Teilung des Ordens in Observanten und Konventualen.

## Franz von Assisi und die franziskanische Ordensregel
Schon zu Lebzeiten des Franz von Assisi zeichnete sich ein Konflikt zwischen dem Ideal des Franziskus, welches wesentlich von der Aussendungsrede Jesu (Matthäus 10) inspiriert war, und den Anforderungen an die Organisation eines stetig wachsenden Ordens ab. Franziskus hatte die mündliche Bestätigung seiner ursprünglichen Ordensregel direkt von Papst Innozenz III. erhalten.
Der Franziskanerorden erlebte zu Lebzeiten des heiligen Franziskus ein stürmisches Wachstum und entwickelte sich schnell weit über die ursprüngliche Gemeinschaft von Einsiedlern hinaus. Diese Entwicklung machte Veränderungen der Ordensregel in Bezug auf die organisatorischen Anforderungen notwendig. Es wurden mehrere Anläufe unternommen, um dem Orden eine schriftlich fixierte Regel zu geben. Dabei wehrte sich Franziskus gegen alle Versuche, seine ursprünglichen Ideale zu verändern. Letztlich war er jedoch dazu gezwungen, Kompromisse einzugehen. In seinem Testament verpflichtete Franziskus den von ihm gestifteten Orden noch einmal ausdrücklich auf das Ideal der evangelischen Armut.

## Das Armutsideal als juristische Fiktion
Das Papsttum versuchte durch mildere Regelauslegungen und Privilegien den Orden in seiner Entwicklung zu fördern und die Ordensregel an die organisatorischen Erfordernisse einer großen Ordensgemeinschaft anzupassen. Papst Gregor IX. hatte in seiner Bulle Quo elongati vom 28. September 1230 dem Testament des Franziskus die Rechtsverbindlichkeit abgesprochen, um den Kreisen im Orden entgegenzukommen, die das Armutsideal zugunsten des Wachstums des Ordens verändern wollten. Ein Jahr später, am 21. August 1231, stellte er mit der Bulle Nimis iniqua den Franziskanerorden unter die Jurisdiktion des Heiligen Stuhls. Im Jahr 1245 wurde mit der Bulle Ordinem vestrum sowohl das bewegliche, wie auch das unbewegliche Gut des Ordens durch Papst Innozenz IV. zum Eigentum der römischen Kirche erklärt. Die Einhaltung des Armutsideals sollte in der Folge grundsätzlich durch eine Konstruktion sichergestellt werden. Kern hierbei war, dass der Orden durch die Einschaltung Dritter zur Vermögensverwaltung vom Eigentum und besonders von vor Gericht einklagbaren Besitzrechten (usus iuris) befreit bleiben sollte. Dies führte aber zu dem Vorwurf, die franziskanische Armut sei lediglich eine juristische Fiktion. In der Realität konnten die Brüder in den Stadtkonventen die besseren wirtschaftlichen Möglichkeiten, besonders seit dem wirtschaftlichen Aufschwung seit der Mitte des 13. Jahrhunderts nutzen. Die Brüder lebten zwar juristisch im Status eigentumsloser Bettler, doch ihre Lebensbedingungen näherten sich denen der bürgerlichen Mittelschicht an. Allerdings durften sie nur Schenkungen annehmen, was nicht einem eigentlichen Erwerb gleichkam. Und das ganze stieß auf den entschiedenen Widerstand der Spiritualen, wie die Ausführungen weiter unten hier darlegen. Die so entstandene Praxis führte bis zum Antritt des Generalministers Johannes Bonaventura dazu, dass die Konventualen innerhalb des Ordens zunehmend verweltlichten und immer mehr in Konkurrenz zur Pfarrgeistlichkeit gerieten.

## Die Parteien im Franziskanerorden
Im Orden selbst gab es noch Gruppierungen von alten Weggefährten des Ordensstifters. Diese Zelanti, später auch Spiritualen genannt, gaben die Ideale Franziskus in Form von mündlicher Überlieferung weiter und beachteten das Armutsideal in eigenen Einsiedeleien. Sie wurden durch den gewählten Generalminister des Ordens Johannes von Parma repräsentiert, der nach zehn Jahren im Amt 1257 durch den Papst zur Abdankung gezwungen wurde. Die Zelanti befanden sich im Gegensatz zu den Relaxati, später auch Konventualen genannt, die eine gemäßigtere Haltung im Einklang mit den päpstlichen Regelauslegungen einnahmen oder sich offen des Armutsideals entledigen wollten, durch Erlangung kirchlicher Würde oder mithilfe reicher Gönner. Gerade solche Brüder erreichten in Orden und Kirche oft führenden Einfluss, zum Beispiel Elias von Cortona, Sixtus IV. und Sixtus V.

## Die Bulle „Exiit qui seminat“
Bonaventura von Bagnoregio wird auch als zweiter Ordensstifter betrachtet. Zur Zeit seines Amtsantritts als Ordensgeneral im Jahr 1257 steckte der gesamte Orden in einer tiefen Krise. Zwar war sein Vorgänger vom Papst mit wichtigen Aufgaben betraut worden, doch in der Auslegung der Ordensregel lehnte dieser sogar eine päpstliche Interpretation ab. Dem gegenüber stand Kritik seitens der Pfarrgeistlichkeit (Universitätstreit). Dem Bettelorden wurde die Einmischung in Zuständigkeiten der Pfarrgeistlichkeit und ihren Niederlassungen in den Städten der Abfall vom Armutsideal vorgeworfen. Bonaventura versuchte diesen Anschuldigungen zu begegnen, indem er den Orden wieder zum eigentlichen Armutsideal zurückzuführen und dieses durch strengere Disziplin zu überwachen suchte.
Zur Einhaltung des Armutsideals wurde den Franziskanern von Papst Nikolaus III., dem Protektor des Ordens, durch die Bulle „Exiit qui seminat“ eine Verpflichtung zur Beobachtung der Armutsregel auferlegt. Der Papst erklärte in dieser Bulle den Glaubenssatz von der evangelischen Armut zur unumstößlichen Wahrheit und verbot kategorisch jedwede Auslegung oder Diskussion hierüber. Der Papst machte hierin Unterscheidungen zwischen dem juristischen Gebrauchsrecht „usus iuris“ und dem Gebrauchsrecht „usus facti“. Die Brüder hatten demnach keinen rechtlichen Anspruch auf irgendwelche Güter. Ihnen verblieb lediglich das Gebrauchsrecht, welches in Form des „usus moderatus“ benutzt werden sollte. Die Bulle sollte Streitigkeiten beilegen. Doch die Spiritualen  waren damit unzufrieden, da selbst dieses gemilderte Armutsideal vielfach nicht eingehalten wurde. Die Spiritualen wiederum gerieten unter den Druck der Konventualen. Diese wollten eine einheitliche von allen Ordensangehörigen zu teilende Auffassung des Armutsideals durchsetzen. Zur Durchsetzung ihrer Forderungen griffen sie auf Disziplinarmaßnahmen gegen die Spiritualen zurück. Dieses Vorgehen führte  zu einem weiteren Widerstand der Spiritualen. Im Zusammenhang mit der Bulle „Exiit qui seminat“ wurden Stimmen laut, die offen bezweifelten, dass das Papsttum überhaupt dazu in der Lage sei, die mit den Evangelien gleichgesetzten Regeln des heiligen Franziskus durch Auslegungen zu interpretieren. Wegen solcher Fragestellungen wurde eine Gruppe von Eremiten um den Chronisten Angelus Clarenus von den Konventualen aufgrund ihrer Haltung, wonach man sich ungerechten Befehlen nicht unterwerfen müsse, stark bedrängt. Die Konventualen gingen gegen die Brüder mit schweren Kirchenstrafen vor und kerkerten sie jahrelang ein. Die Ordensleitung selbst kam den Eremiten entgegen, indem sie sie befreite und auf eine Mission nach Armenien schickte. Doch die Fronten waren verhärtet. In einigen Gegenden Italiens wurde zu jener Zeit das Testament des Franziskus öffentlich verbrannt, in einem Fall sogar auf dem Kopf eines Asketen.
Nach der Rückkehr der Brüder um Angelus Clarenus aus Armenien wurden diese weiterhin im Orden kritisiert. Zeitgleich erwuchs mit dem südfranzösischen Lektor Petrus Johannis Olivi eine stark spiritual geprägte Richtung, die zurück zum eigentlichen Ideal des Ordensstifters drängte. Olivi favorisierte den „usus pauper“ (armen Gebrauch) und erklärte alles andere zur Todsünde, wurde aber im Gegenzug selbst als Häretiker angefeindet. Seine Lehren erhielten Gefährlichkeit durch eine Vermengung mit den Schriften des Abtes Joachim von Fiore. Olivis Lehren fanden insbesondere bei den Laienbrüdern der Drittordensregel in der südfranzösischen Provence regen Anklang, wo sich Armutsfanatismus und joachimitische Lehren zu einer gefährlichen Mischung vermengten.

## Die Päpste Cölestin V. und Bonifaz VIII.
Im Jahr 1294 kam es zu der Wahl des Einsiedlers Peter von Murrone zum Papst Cölestin V., dieser wurde von Teilen des Spiritualenflügels mit dem Engelspapst aus den Schriften Joachims von Fiore identifiziert. Cölestin V. nahm die Gruppe um Angelus Clarenus aus dem franziskanischen Ordensverband heraus und gewährte ihr die Erlaubnis, ihr Ideal zu betrachten. Nach sechs Monaten verzichtete Cölestin V. aber plötzlich auf das Papstamt, da ihm die Last zu schwer war. Ihm folgte Bonifaz VIII. Dieser widerrief alle Erlasse und Privilegien seines Vorgängers und ging gegen die Spiritualen im Orden vor. Die Gruppe um Angelus Clarenus wurde exkommuniziert und musste nach Griechenland fliehen. Bonifaz VIII. übte in dieser Angelegenheit jedoch einen erheblichen Druck auf den Patriarchen von Konstantinopel aus, so dass die Eremiten nach Italien zurückkehren mussten.
Der Druck durch Bonifaz VIII. führte zu einer Radikalisierung. Die  Spiritualen wehrten sich gegen ihn mit dem Argument, die Abdankung Cölestin V. sei nichtig und Päpste wie Gregor IX. und Nikolaus III. seien Häretiker, da sie sich angemaßt hätten, die Regel des hl. Franziskus zu interpretieren.  Der Wortführer dieser Richtung aus der Toskana war Ubertino di Casale, ein Mitarbeiter und Schüler von Petrus Johannes Olivis. Die toskanische Gruppierung reagierte unter dem Druck der Verfolgungen seitens der Konventualen mit Aufsässigkeiten und Gewalttaten. Schließlich wurden ihre Mitglieder dazu gezwungen, ihre Konvente zu verlassen. Sie sammelten sich unter dem Schutz von sympathisierenden Adligen in Sizilien und bildeten den Kern der dortigen Fraticellen.

## Der praktische Armutsstreit
Mit dem Pontifikat Clemens V. änderte sich die Lage, und die Spiritualen erhielten prominente adlige Fürsprecher. Papst Clemens V. ließ auf dem Konzil von Vienne eine offizielle Untersuchung durchführen, bei der auch Ubertino di Casale seine Argumente vortragen konnte. Hierbei wurden die Rechtgläubigkeit Olivis und die Beobachtung der Ordensregel erörtert. Der Papst versuchte die Einheit des Ordens zu bewahren und nahm die Spiritualen unter seinen Schutz. Verweltlichte Ordensprovinzen wurden streng zur Einhaltung des Armutsideals ermahnt. Doch die Hoffnung von Clemens, eine Spaltung des Ordens zu verhindern, war nicht von langer Dauer. Die Kluft im Orden zwischen den Konventualen, welche in großen Konventen mit eigenen Studien nach den päpstlichen Regelauslegungen ihr Ideal auslebten und den Spiritualen, die zur Beobachtung des ursprünglichen Armutsideals in Einsiedeleien zurückkehren wollten, war einfach zu groß. Nach dem Tod Clemens brachen die Streitigkeiten erneut aus.
Besonders in der südfranzösischen Provence kam es zu starken Bedrängungen der Spiritualen. Hier wurden Prozesse gegen Anhänger der strengeren Richtung eingeleitet. Diese wurden als Rebellen und Schismatiker gefangengesetzt. Die so Angeschuldigten griffen ihrerseits aber zu den Waffen, besetzten Narbonne und Beziers und vertrieben die Ordensoberen mit einem Appell an den zukünftigen Papst. Die Aufständischen trugen als äußeres Abzeichen kleinere Kapuzen und kürzere, engere und gröbere Kutten als die Konventualen, da sie glaubten, hierin dem Beispiel des hl. Franziskus zu folgen. Dies war für sie ebenso ein Glaubensartikel, wie der Verzicht auf Kornspeicher, Weinkeller und die Weigerung mit Geld umzugehen. Die Ordensführung in Gestalt des neuen Generalministers Michael von Cesena sympathisierte zwar mit den Spiritualen, aber sein Hauptanliegen bestand darin, die Einheit des Ordens zu bewahren. Zunächst suchte er im Einklang mit dem neuen Papst Johann XXII. das Gespräch mit den Aufständischen. Seine Vermittlungsversuche wurden jedoch mit Protesten zurückgewiesen. Papst Johann XXII. ließ daraufhin im Jahr 1317 eine Gruppe der provenzalischen Aufwiegler zusammen mit Angelus Clarenus und Ubertino di Casale nach Avignon vorladen. Dabei wurde Angelus Clarenus aufgrund eines früheren Urteils von Bonifaz VIII. exkommuniziert. In der Folge floh er nach Mittelitalien und gründete hier einen unabhängigen Orden, der sich selbst als Clarener oder Fraticelli bezeichnete.
Ubertino di Casale gelang es durch die Verteidigung eines Kardinals, unbehelligt zu bleiben. Die provenzalischen Spiritualen aber wurden eingekerkert. Mit der Bulle „Quorundam exigit“ bezog sich Johann XXII. auf das Gehorsamsgebot des hl. Franziskus und überließ es grundsätzlich den Ordensoberen, über die strittigen Fragen von Kleidung und Vorratsspeicherung zu entscheiden. Die hartnäckigsten Spiritualen wurden der Inquisition in Marseille übergeben, um von ihrer Haltung abzuschwören. Hierbei wurden fünf Standhafte verurteilt, da sie der päpstlichen Bulle nicht Folge leisten wollten und darauf bestanden, dass die von Franziskus überlieferte Regel mit den Evangelien identisch sei. Vier von ihnen kamen im Jahr 1318 auf den Scheiterhaufen. Dies bildete gleichzeitig den Auftakt zu einer groß angelegten Inquisitionstätigkeit gegenüber den Anhängern des spiritualen Armutsideals in Südfrankreich. In diesem Zusammenhang wurden auch die Gebeine Olivis ausgegraben und seine Grabstätte wurde zerstört. Die verbliebenen Spiritualen integrierten sich als eine Reformrichtung innerhalb des Ordens  und beachteten die päpstlichen Regelauslegungen. Mit dem Pfingstkapitel des Ordens im Jahr 1319 kann der praktische Armutsstreit als beendet betrachtet werden.

## Der theoretische Armutsstreit
Gegen Ende des Jahres 1321 wurde dem dominikanischen Inquisitor Johannes von Belna (Jean de Beaune) in Narbonne ein häresieverdächtiger Begarde zugeführt. In einer schriftlich fixierten Liste mit dessen ketzerischen Irrtümern befand sich auch der Satz, Christus und die Apostel hätten ohne Güter im Sinne eines persönlichen oder gemeinschaftlichen Eigentums gelebt. Es ist zu vermuten, dass diese Aussage für den Dominikaner ein willkommener Anlass war, den konkurrierenden Franziskanerorden anzugreifen. Johannes de Belna rief eine Versammlung zur Klärung der Rechtgläubigkeit dieser Frage zusammen. Daran nahm auch der franziskanische Lektor Berengar Teloni teil, der entschieden gegen die Verurteilung des Satzes protestierte und argumentierte, diese Aussage sei identisch mit der Bulle „Exiit qui seminat“ von Papst Nikolaus III. Berengar verweigerte die Unterwerfung, als der Inquisitor ihn zum Widerruf zwingen wollte, und appellierte direkt an den Papst. Dieser reagierte mit der Einberufung eines Konsistoriums und gab die von Papst Nikolaus III. untersagte Diskussion über die Bulle „Exiit qui seminat“ frei. Er begründete dies damit, dass die Dekretale seines Vorgängers nicht durch ein Kardinalskollegium legitimiert worden und damit nichtig sei. Im Konsistorium, welches sich aus Bischöfen und Kardinälen zusammensetzte, gab es durchaus verschiedene Meinungen zum franziskanischen Armutsideal. Gerade Johann XXII. war aber ein ausgesprochen weltlicher Papst, der den Ausbau der päpstlichen Macht und Finanzen sowie recht üppige Hofhaltung betrieb. Daher war ein Bekenntnis zum Ideal einer armen Kirche mehr als unwahrscheinlich. Um nun vorweg einer Entscheidung gegen das Armutsideal entschieden entgegenzutreten, verfasste das Generalkapitel der Franziskaner in Perugia 1322 einen Brief an die gesamte Christenheit, in welchem sie erklären, die Aussage, Jesus und die Apostel hätten weder einzeln oder als Gemeinschaft Eigentum besessen, sei nicht häretisch, sondern wahr und eine rechtgläubige katholische Lehre. Johann XXII. fühlte sich hiervon hintergangen. Bekannt für seine Zornesausbrüche, reagierte er mit der Bulle „Ad conditorem canonum“, durch die er den heiligen Stuhl von sämtlicher Verantwortung für die franziskanischen Güter entband. Dabei warf er dem gesamten Orden das Verhalten der gemäßigten Strömung vor, die Eigentum anhäufte. Er begründete dies konsequenterweise damit, dass die Franziskaner in der Realität faktisch häufiger vor Gericht zögen, als andere Orden der Christenheit.
Dies war ein schwerer Schlag gegen das franziskanische Selbstverständnis, wonach der Orden frei von jeglicher Besitzverantwortung sei. Der Papst versuchte, den gesamten Orden auf die Linie des konkurrierenden Dominikanerordens zu bringen und ihn dazu zu zwingen, anzuerkennen, dass der Besitz von Eigentum eine notwendige Bedingung für sein Dasein sei. Widersprüchen gegen diese Auslegung trat der Papst entschlossen entgegen und ließ auch den größten Franziskanergelehrten seiner Zeit, Wilhelm von Ockham, der lehrte, die Behauptung, Christus und die Apostel hätten Eigentum besessen, sei Ketzerei, nach Avignon zitieren. Am 12. November 1323 entschied Johann XXII. schließlich in der Konstitution „Cum inter nonnullos“, die Lehre, Christus und die Apostel hätten kein Eigentum besessen, sei eine Entstellung der Evangelien. Damit wurde diese Lehre grundsätzlich für irrtümlich und ketzerisch erklärt. Der Papst stützte sich in seiner Argumentation darauf, dass die Nutzung von Verbrauchsgütern (wie Nahrung, Kleidung u. a.) grundsätzlich zu deren Vernichtung führe. Außerdem sei das Dominium schon deutlich im Paradies durch Gott selbst gegeben worden (1. Mose 1,26). Daher sei das Eigentum von Gott selbst gestiftet.
Diejenigen Franziskaner wie Michael von Cesena und Bonagratia von Bergamo, die vor kurzem noch mit dem Papst gegen die Spiritualen vorgegangen waren, gerieten nun in offene Gegnerschaft zu ihm. Der gesamte Orden war aufgebracht und manche seiner Mitglieder erklärten Johann XXII. für häretisch. Dies war umso gefährlicher für den Papst, als er zu dieser Zeit auch einen Streit mit dem Kaisertum austrug.

## Der Armutsstreit und der kirchenpolitische Kampf Ludwigs des Bayern
Zur selben Zeit führte Papst Johann XXII. einen Streit mit dem Kaisertum. Das deutsche Reich befand sich seit dem Tod Heinrichs VII. im Jahr 1313 im Interregnum. Im Jahr 1314 war es in Frankfurt zu einer Königswahl gekommen. Hierbei standen sich die Habsburger mit ihrem Kandidaten Friedrich dem Schönen und die Luxemburger mit dem Kandidaten Ludwig IV., dem Herzog von Bayern, gegenüber. Die Wahl verlief zwiespältig, so dass kein Kandidat die erforderliche Mehrheit erringen konnte. In der Folge traten beide Kandidaten als rechtmäßige Herrscher auf. Im Jahr 1317 hatte Johann XXII. erklärt, dass so lange der deutsche Thron erledigt sei, die Regierung des Reiches dem Papst unterliege. Er versuchte diese Situation zu nutzen, um päpstliche Ansprüche gegenüber den Ghibellinen in Italien durchzusetzen. Die Schlacht von Mühldorf im Jahr 1322 brachte jedoch eine Entscheidung zugunsten von Ludwig IV. Dieser trat nun als rechtmäßiger Herrscher auf und suchte durch direkte Unterstützung der italienischen Ghibellinen seine dortigen Herrschaftsrechte zu untermauern. Dadurch kam er aber in direkten Konflikt zum Papst. Johann XXII. verweigerte Ludwig jegliche Anerkennung und setzte die in Italien gegen die Ghibellinen bereits begonnene Strategie der Ketzerprozesse gegen ihn fort. Johann XXII. begründete sein Vorgehen damit, dass Ludwig sich Rechte anmaße, die er nicht durch päpstliche Bestätigung besäße und dass er verurteilte Ketzer in Italien unterstütze. Es wurde von Ludwig verlangt, dass er den Königstitel niederlegen sollte und alle bisherigen Regierungshandlungen für ungültig erklären sollte bis seine Wahl vom apostolischen Stuhl bestätigt sei. Zunächst wurde am 23. März 1324 der Bann über den König verhängt, schließlich folgte im 3. Prozess die Reichsentsetzung. Der König reagierte hierauf mit dem Mittel der Appellation. Es steht zu vermuten, dass Ludwig als bayerischer Herzog keinen eigenen geeigneten Verwaltungsapparat besaß, und daher die Schriftgeschäfte von verbündeten italienischen Kanzleien erledigen ließ, die möglicherweise auch mit Fraticellen in Verbindung standen.
So floss nun auch der franziskanische Armutsstreit in Ludwigs Argumentation gegen die Kurie mit ein. Ludwig selbst verwehrte sich in späteren Verteidigungen gegen den Vorwurf, der Verbündung mit den Minderbrüdern und der Zustimmung zum Armutstraktat in der Sachsenhausener Appellation. In seinen Appellationen legte der König generell Berufung gegen die päpstlichen Prozesse ein und forderte die Einsetzung eines Konzils. Schon in einer ersten unpublizierten Appellation von Nürnberg gab es einen Verweis auf den franziskanischen Armutsstreit. Die wichtigste Appellationsschrift war die „Sachsenhäuser Appellation“ von 1324. Hierin erklärte er den Papst direkt zum Ketzer. Dies wurde argumentativ damit untermauert, dass die Position des Papstes im Armutsstreit ketzerisch sei. Hierin waren Argumente enthalten, deren Gedanken und Wortlaut direkt auf Petrus Johannes Olivi zurückgehen. Im gleichen Jahr wurde auch das staatstheoretische Werk „Defensor Pacis“ des Marsilius von Padua publiziert. Der Autor wandte sich in dem für damalige Zeiten revolutionären Werk radikal gegen das Papsttum und stärkte die Position des Kaisertums.
Der Papst selbst reagierte  am 11. Juli mit der Reichsentsetzung Ludwigs. Dabei wurde allen Geistlichen, die Ludwig unterstützten, mit Kirchenstrafen gedroht. Gleichzeitig verfasste Johann XXII. im November die Bulle „Quia quorundam“, in welcher jeder Bezug zur Sachsenhäuser Appellation vermieden wurde, in dieser wurde noch einmal bekräftigt, dass die Aussage, Christus und die Apostel hätten kein Eigentum besessen, häretisch sei. Die Mehrzahl der Franziskaner hatte in dieser Zeit bereits zur Loyalität gegenüber dem Papsttum zurückgefunden. Das Pfingstkapitel des Ordens im Jahre 1325 forderte generell zur Achtung der päpstlichen Erlasse auf. Dennoch zitierte Johann XXII. Michael von Cesena im Jahr 1327 nach Avignon und hielt ihn dort fest. Das franziskanische Pfingstkapitel des Jahres 1328 sollte einen päpstlich gesinnten Nachfolger für Michael von Cesena durchsetzen. Doch Michael wurde wiedergewählt und daraufhin mit Bonagratia von Bergamo und Wilhelm von Ockham vom Papst exkommuniziert. Michael gelang zusammen mit Wilhelm von Ockham und Bonagratia von Bergamo die Flucht aus Avignon. In dieser Zeit befand sich Ludwig IV. auf seinem Italienzug, wo er den Papst in Rom für abgesetzt erklärte und durch einen franziskanischen Gegenpapst ersetzen wollte. In Pisa stießen die franziskanischen Flüchtlinge aus Avignon zu Ludwig dem Bayern, in dessen Begleitung sich schon Marsilius von Padua befand.
Im Jahr 1329 fand der theoretische Armutsstreit seinen Abschluss. Der Papst hatte zuvor zahlreiche zu Michael haltende Ordensobere abgesetzt, und dadurch bewirkt, dass auf dem Kapitel zu Paris der papsttreue Geraldus Ordonis zum neuen Ordensgeneral gewählt wurde. Franziskanische Selbstzeugnisse, wie die Chronik des Johannes von Winterthur sprechen aber davon, dass die Sympathien der Ordensangehörigen eindeutig bei Michael von Cesena lagen. Die Gruppe um Michael siedelte sich am Hof Ludwigs in München an und führte von hier aus einen publizistischen Kampf gegen das Papsttum. Dieser fand aber im Franziskanerorden selbst keinen Anhang.

## Die Observantenbewegung und die endgültige Spaltung des Ordens
Ab der zweiten Hälfte des 14. Jahrhunderts kam es zur Observantenbewegung, deren Anhänger die Eigentumslosigkeit auch in der Gemeinschaft beachten wollten. Regelmäßige Einkünfte und liegende Güter wurden abgelehnt. Dagegen standen die Konventualen (heute meist Minoriten genannt), die an gemeinsamen Besitz, Renten und Liegenschaften festhalten wollten. Ab dem Konzil von Konstanz in den Jahren 1414–1418 wurden den Observanten teilweise eigene Vikare gewährt. Versuche, die Einheit zu wahren und den Orden in seiner Gesamtheit zu reformieren, scheiterten. Das Wirken der italienischen Heiligen Bernhardin von Siena und Johannes von Capestrano zielte auf eine Teilung des Ordens ab. Im Jahr 1446 machte Papst Eugen IV. die Vikare der Observanten so weit unabhängig vom franziskanischen Generalminister, dass diese hiermit selbständig wurden. Die vollständige Teilung des Ordens wurde am 19. Mai 1517 durch Papst Leo X. mit der Bulle Ite et vos in vineam meam („Geht auch ihr in meinen Weinberg“, Mt 20,4 ) vollzogen.